# Apukohai
 (septembre 2018).
 (août 2023).
Apukohai est un monstre marin dans la mythologie de l'île Kauai à Hawaï. Il est mort à la suite d'un combat acharné contre le puissant géant Kawelo qui a reçu l'aide du dieu Hibou et du poisson Ulu-makaikai.